# Jaroslav Cháňa
Jaroslav Cháňa (19 grudnia 1899 w Pradze – 26 września 2000) – czeski piłkarz, występujący na pozycji bramkarza. W reprezentacji Czech rozegrał 2 mecze.
Grał w Slavii Praga.